# Uite cine dansează!
Uite cine dansează! a fost o emisiune-concurs de dans, produsă și difuzată de postul românesc Pro TV, cu premiera pe 6 martie 2017 și finala pe 8 mai 2017. Emisiunea face parte din franciza internațională Dancing with the Stars, fapt pentru care este văzută drept continuatoarea emisiunilor Dansez pentru tine și Dansează printre stele. Conform formatului emisiunii, se alcătuiesc perechi în care un membru este o vedetă, iar celălalt este un dansator profesionist. Fiecare pereche prezintă dansuri predeterminate, concurând împotriva celorlalte echipe pentru obținerea de punctaje cât mai mari din partea juriului și de voturi cât mai multe din partea publicului. În fiecare săptămână, perechea cel mai slab cotată în combinația punctajelor juriu/televot părăsește competiția, iar la final, una dintre perechi este declarată câștigătoare.
Premiul cel mare, oferit de sponsorul Tymbark, a constat în 100 000 € și a fost câștigat de actorul Marius Manole și partenera sa profesionistă, Olesea Nespeac-Micula, iar acesta a fost direcționat spre organizația Hope and Homes for Children, împreună cu profiturile obținute din televoting.
În prezent, nu se cunoaște dacă Pro TV va produce mai multe sezoane din această emisiune.

## Personal
Prezentatorii emisiunii au fost Mihaela Rădulescu și Cabral Ibacka, iar juriul a fost format din Gigi Căciuleanu, Andreea Marin, Florin Călinescu și Mihai Petre.
Orchestra live a emisiunii a fost condusă de Paul Ilea și a fost formată din 15 instrumentiști și patru soliști vocali — Aliona Munteanu, Claudiu Rusu, Ioana Hrișcă și Alexandru Mușat — toți patru fiind foști concurenți la Vocea României.
Baletul emisiunii a fost trupa COBO Dance Company, condusă de Andra „Cocuța” Gheorghe și Bogdan Boantă.

## Perechi
Vedetele au fost anunțate între 8 și 23 februarie 2017. Coregrafii au fost anunțați pe 28 februarie, iar perechile, pe 6 martie, în cadrul premierei.
| Vedetă            | Ocupație                           | Partener profesionist | Rezultat                            |
| ----------------- | ---------------------------------- | --------------------- | ----------------------------------- |
| Dana Budeanu      | stilistă, creatoare de modă        | Emil Rengle           | Retrasă pe 13 martie 2017           |
| Oana Zăvoranu     | actriță, cântăreață, prezentatoare | Daniel Dobre          | 1-a eliminată pe 13 martie 2017     |
| Joseph Hadad      | bucătar-șef                        | Georgiana Căiță       | Al 2-lea eliminat pe 20 martie 2017 |
| Lili Sandu        | actriță, cântăreață, prezentatoare | Iulian Țurcanu        | A 3-a eliminată pe 27 martie 2017   |
| Rona Hartner      | actriță, cântăreață                | Andrei Mangra         | Retrasă pe 30 martie 2017           |
| Octavian Strunilă | actor, prezentator                 | Oana Botez            | Al 4-lea eliminat pe 3 aprilie 2017 |
| Roxana Ionescu    | fotomodel, prezentatoare           | Andrei Mangra         | A 5-a eliminată pe 10 aprilie 2017  |
| Antonia           | cântăreață, fotomodel              | Paolo Campigotto      | A 6-a eliminată pe 17 aprilie 2017  |
| Anca Sînă-Serea   | model, prezentatoare               | Nicolai Curnic        | A 7-a eliminată pe 24 aprilie 2017  |
| Sandu Lungu       | judoka, kickboxer, luptător MMA    | Raluca Netca          | Al 8-lea eliminat pe 1 mai 2017     |
| Liviu Teodorescu  | actor, cântăreț                    | Marica Derdene        | Locul 2 pe 8 mai 2017               |
| Alex Velea        | actor, cântăreț                    | Ecaterina Dosan       | Locul 2 pe 8 mai 2017               |
| Marius Manole     | actor, prezentator                 | Olesea Nespeac-Micula | Câștigător pe 8 mai 2017            |

## Tabele de marcaj
| Pereche | Loc | 1  | 2  | 1+2 | 3  | 4  | 5  | 5  | 6  | 6 | 7        | 8          | 9        | 10          |
| --- | --- | -- | -- | --- | -- | -- | -- | -- | -- | - | -------- | ---------- | -------- | ----------- |
| Marius & Olesea | 1   | 30 | 35 | 65  | 34 | 33 | 33 | —  | 31 | — | 36+33=69 | 4+34+36=74 | 30+37=67 | Câștigători |
| Alex & Ecaterina | 2   | 29 | 29 | 58  | 38 | 28 | 29 | —  | 36 | — | 36+37=73 | 3+38+33=74 | 28+37=65 | Locul 2     |
| Liviu & Marica | 2   | 28 | 32 | 60  | 32 | 29 | 31 | 33 | 30 | — | 28+33=61 | 5+35+34=74 | 28+29=57 | Locul 2     |
| Sandu & Raluca | 4   | 31 | 28 | 59  | 26 | —  | 23 | 27 | 27 | — | 28+27=55 | 1+26+26=53 | 25+26=51 |             |
| Anca & Nicolai | 5   | 27 | 26 | 53  | —  | 27 | 26 | —  | 26 | — | 31+32=63 | 2+29+31=62 |          |             |
| Antonia & Paolo | 6   | 28 | 30 | 58  | 30 | 29 | 32 | —  | 28 | 4 | 31+32=63 |            |          |             |
| Roxana & Andrei | 7   |    |    |     |    |    | 31 | 31 | 29 | 0 |          |            |          |             |
| Octavian & Oana | 8   | 23 | 22 | 45  | 26 | 25 | 21 | 24 |    |   |          |            |          |             |
| Rona & Andrei | 9   | 31 | 33 | 64  | 29 | 33 |    |    |    |   |          |            |          |             |
| Lili & Iulian | 10  | 30 | 31 | 61  | 30 | 32 |    |    |    |   |          |            |          |             |
| Joseph & Georgiana | 11  | 26 | 28 | 54  | 26 |    |    |    |    |   |          |            |          |             |
| Oana & Daniel | 12  | 20 | 18 | 38  |    |    |    |    |    |   |          |            |          |             |
| Dana & Emil | 13  | 26 | —  | —   |    |    |    |    |    |   |          |            |          |             |
| Legendă |     |    |    |     |    |    |    |    |    |   |          |            |          |             |
| - Numerele roșii indică cel mai mic punctaj al fiecărei săptămâni/runde - Numerele verzi indică cel mai mare punctaj al fiecărei săptămâni/runde - Celulele albastru-deschis indică ultima pereche salvată - Celulele portocalii indică perechea eliminată în acea săptămână - Celula galbenă indică faptul că perechea a obținut imunitate în acea săptămână - Celula albastru-închis indică faptul că perechea s-a retras din concurs - Celula aurie indică perechea câștigătoare - Celulele argintii indică celelalte perechi finaliste |     |    |    |     |    |    |    |    |    |   |          |            |          |             |

| Loc (după medie) | Loc real | Pereche            | Total | Nr. de dansuri | Medie |
| ---------------- | -------- | ------------------ | ----- | -------------- | ----- |
| 1                | 1        | Marius & Olesea    | 412,0 | 12             | 34,3  |
| 2                | 2        | Alex & Ecaterina   | 407,3 | 12             | 33,9  |
| 3                | 2        | Liviu & Marica     | 411,3 | 13             | 31,6  |
| 4                | 9        | Rona & Andrei      | 126,0 | 4              | 31,5  |
| 5                | 10       | Lili & Iulian      | 123,0 | 4              | 30,8  |
| 6                | 7        | Roxana & Andrei    | 091,0 | 3              | 30,3  |
| 7                | 6        | Antonia & Paolo    | 240,0 | 8              | 30,0  |
| 8                | 5        | Anca & Nicolai     | 255,0 | 9              | 28,3  |
| 9                | 4        | Sandu & Raluca     | 328,3 | 12             | 27,4  |
| 10               | 11       | Joseph & Georgiana | 080,0 | 3              | 26,7  |
| 11               | 13       | Dana & Emil        | 026,0 | 1              | 26,0  |
| 12               | 8        | Octavian & Oana    | 141,0 | 6              | 23,5  |
| 13               | 12       | Oana & Daniel      | 038,0 | 2              | 19,0  |

| Pereche            | Cel mai bun punctaj              | Cel mai slab punctaj                       |
| ------------------ | -------------------------------- | ------------------------------------------ |
| Marius & Olesea    | jazz (40)                        | tangou argentinian (30)                    |
| Alex & Ecaterina   | dans african (38) reggaeton (38) | cha-cha-cha (28)                           |
| Liviu & Marica     | vals (37,3)                      | jive (28) dans oltenesc (28)               |
| Sandu & Raluca     | tangou (33,3)                    | charleston (23)                            |
| Anca & Nicolai     | salsa (32)                       | disco (26) charleston (26) tangou (26)     |
| Antonia & Paolo    | samba (32) quickstep (32)        | vals vienez (28) slowfox (28)              |
| Roxana & Andrei    | samba (31) salsa (31)            | jive (29)                                  |
| Octavian & Oana    | dans tirolez (26)                | rock 'n' roll (21)                         |
| Rona & Andrei      | paso doble (33) vals (33)        | country (29)                               |
| Lili & Iulian      | tangou (32)                      | cha-cha-cha (30) dans hawaiian (30)        |
| Joseph & Georgiana | disco (28)                       | tangou argentinian (26) dans evreiesc (26) |
| Oana & Daniel      | cha-cha-cha (20)                 | disco (18)                                 |
| Dana & Emil        | jazz (26)                        | jazz (26)                                  |

| Stil                    | Cea mai bună prestație            | Cea mai bună prestație | Cea mai slabă prestație                           | Cea mai slabă prestație |
| Stil                    | Pereche                           | Pct.                   | Pereche                                           | Pct.                    |
| ----------------------- | --------------------------------- | ---------------------- | ------------------------------------------------- | ----------------------- |
| Cabaret                 | Anca & Nicolai                    | 29                     | Anca & Nicolai                                    | 29                      |
| Cha-cha-cha             | Marius & Olesea                   | 33                     | Oana & Daniel                                     | 20                      |
| Charleston              | Anca & Nicolai Sandu & Raluca (2) | 26                     | Sandu & Raluca (1)                                | 23                      |
| Dans contemporan        | Marius & Olesea                   | 33                     | Anca & Nicolai                                    | 27                      |
| Dans țigănesc           | Alex & Ecaterina                  | 37                     | Alex & Ecaterina                                  | 37                      |
| Disco                   | Marius & Olesea                   | 35                     | Oana & Daniel                                     | 18                      |
| Folclor internațional   | Alex & Ecaterina                  | 38                     | Sandu & Raluca Octavian & Oana Joseph & Georgiana | 26                      |
| Folclor românesc        | Alex & Ecaterina Marius & Olesea  | 36                     | Sandu & Raluca Liviu & Marica                     | 28                      |
| Hip hop                 | Marius & Olesea                   | 34                     | Sandu & Raluca                                    | 26                      |
| Jazz                    | Marius & Olesea                   | 40                     | Octavian & Oana                                   | 23                      |
| Jive                    | Marius & Olesea                   | 31                     | Liviu & Marica                                    | 28                      |
| Parodie                 | Marius & Olesea Alex & Ecaterina  | 37                     | Sandu & Raluca                                    | 26                      |
| Paso doble              | Alex & Ecaterina                  | 37,3                   | Sandu & Raluca                                    | 28                      |
| Quickstep               | Liviu & Marica                    | 33                     | Octavian & Oana                                   | 22                      |
| Reggaeton               | Alex & Ecaterina                  | 38                     | Liviu & Marica                                    | 35                      |
| Rock 'n' roll           | Alex & Ecaterina                  | 29                     | Octavian & Oana                                   | 21                      |
| Rock 'n' roll (maraton) | Liviu & Marica                    | 5                      | Sandu & Raluca                                    | 1                       |
| Rumba                   | Liviu & Marica                    | 30                     | Sandu & Raluca                                    | 27                      |
| Salsa                   | Marius & Olesea                   | 33                     | Octavian & Oana                                   | 24                      |
| Samba                   | Antonia & Paolo                   | 32                     | Roxana & Andrei                                   | 31                      |
| Slowfox                 | Marius & Olesea                   | 36                     | Antonia & Paolo                                   | 28                      |
| Tangou                  | Alex & Ecaterina                  | 36                     | Octavian & Oana                                   | 25                      |
| Tangou argentinian      | Liviu & Marica                    | 33                     | Joseph & Georgiana                                | 26                      |
| Vals                    | Liviu & Marica                    | 37,3                   | Rona & Andrei                                     | 33                      |
| Vals vienez             | Sandu & Raluca Anca & Nicolai (2) | 31                     | Anca & Nicolai (1)                                | 27                      |

## Punctaje săptămânale
Notele acordate de către jurați (afișate, individual, între paranteze) sunt în următoarea ordine (de la stânga la dreapta): Gigi Căciuleanu, Andreea Marin, Florin Călinescu, Mihai Petre.

### Săptămâna 1: primele dansuri
Perechile au dansat cha-cha-cha, jazz, jive, tangou argentinian sau vals vienez.
| Ordine | Pereche            | Note            | Stil               | Suport muzical                                            |
| ------ | ------------------ | --------------- | ------------------ | --------------------------------------------------------- |
| 1      | Alex & Ecaterina   | 29 (8, 7, 7, 7) | jive               | „Proud Mary” — Creedence Clearwater Revival               |
| 2      | Antonia & Paolo    | 28 (6, 8, 7, 7) | vals vienez        | „Earned It” — The Weeknd                                  |
| 3      | Dana & Emil        | 26 (6, 7, 7, 6) | jazz               | „Sax” — Fleur East                                        |
| 4      | Oana & Daniel      | 20 (5, 5, 6, 4) | cha-cha-cha        | „Billie Jean” — Michael Jackson                           |
| 5      | Joseph & Georgiana | 26 (6, 8, 7, 5) | tangou argentinian | „Hotel California” — Eagles                               |
| 6      | Sandu & Raluca     | 31 (8, 8, 7, 8) | vals vienez        | „In the Arms of an Angel” — Sarah McLachlan               |
| 7      | Liviu & Marica     | 28 (7, 7, 7, 7) | jive               | „Marry You” — Bruno Mars                                  |
| 8      | Lili & Iulian      | 30 (8, 8, 8, 6) | cha-cha-cha        | „Blurred Lines” — Robin Thicke, T.I. și Pharrell Williams |
| 9      | Rona & Andrei      | 31 (8, 8, 7, 8) | tangou argentinian | „Carmen” — Stromae                                        |
| 10     | Octavian & Oana    | 23 (6, 6, 6, 5) | jazz               | „Too Darn Hot” — Cole Porter                              |
| 11     | Marius & Olesea    | 30 (8, 8, 8, 6) | tangou argentinian | „Assassin's Tango” — John Powell                          |
| 12     | Anca & Nicolai     | 27 (7, 7, 7, 6) | vals vienez        | „You Don't Own Me” — Leslie Gore                          |

### Săptămâna 2: seara filmului
Pentru cea de-a doua gală, s-a anunțat o eliminare dublă. Perechile au dansat disco, paso doble, quickstep, salsa sau slowfox, pe coregrafii inspirate de filme celebre.
Din cauza unei fracturi costale și a fisurării încă unei coaste, Dana Budeanu a fost nevoită să se retragă din concurs. Astfel, a avut loc o singură eliminare în condiții obișnuite.
| Ordine | Pereche            | Note            | Stil       | Suport muzical                                                                | Film                                  | Rezultat        |
| ------ | ------------------ | --------------- | ---------- | ----------------------------------------------------------------------------- | ------------------------------------- | --------------- |
| 1      | Anca & Nicolai     | 26 (6,07, 7, 6) | disco      | „I Like to Move It” — Reel 2 Real                                             | Madagascar                            | Salvați         |
| 2      | Lili & Iulian      | 31 (8,08, 8, 7) | slowfox    | „My Heart Will Go On” — Céline Dion                                           | Titanic                               | Ultimii salvați |
| 3      | Alex & Ecaterina   | 29 (7,08, 8, 6) | quickstep  | „A Little Party Never Killed Nobody (All We Got)” — Fergie, Q-Tip și GoonRock | Marele Gatsby                         | Salvați         |
| 4      | Oana & Daniel      | 18 (4,04, 6, 4) | disco      | „Boogie Wonderland” — Earth, Wind & Fire                                      | Cele două fețe ale dragostei          | Eliminați       |
| 5      | Liviu & Marica     | 32 (8,09, 8, 7) | slowfox    | „Skyfall” — Adele                                                             | 007: Coordonata Skyfall               | Salvați         |
| 6      | Sandu & Raluca     | 28 (7,08, 7, 6) | paso doble | „Drink Up Me Hearties” — Hans Zimmer                                          | Pirații din Caraibe: La capătul lumii | Salvați         |
| 7      | Octavian & Oana    | 22 (5,06, 6, 5) | quickstep  | „The Nonsense Song” — Charlie Chaplin                                         | Timpuri noi                           | Salvați         |
| 8      | Marius & Olesea    | 35 (9,10, 8, 8) | disco      | „September” — Earth, Wind & Fire                                              | O noapte la muzeu                     | Salvați         |
| 9      | Antonia & Paolo    | 30 (8,08, 7, 7) | salsa      | „Cuban Pete” (Arkin Movie Mix) — Jim Carrey                                   | Masca                                 | Salvați         |
| 10     | Rona & Andrei      | 33 (9,09, 8, 7) | paso doble | „Navras” — Juno Reactor și Don Davis                                          | Matrix - Revoluții                    | Salvați         |
| 11     | Joseph & Georgiana | 28 (7,08, 7, 6) | disco      | „You Should Be Dancing” — Bee Gees                                            | Febra de sâmbătă seara                | Salvați         |
| 12     | Dana & Emil        | —               | —          | —                                                                             | —                                     | Retrași         |

### Săptămâna 3: folclor internațional
Culturi diferite de pe glob au reprezentat tema săptămânii. Perechile rămase în competiție au făcut dansuri africane, americane, arăbești, evreiești, grecești, hawaiiene, indiene, rusești și tiroleze.
Anca Sînă-Serea nu a dansat în această ediție, din cauza unei complicații apărute la un menisc în timpul săptămânii. Regulile concursului i-au permis să sară maxim o ediție; astfel, perechea Anca & Nicolai s-a calificat automat în ediția următoare.
| Ordine | Pereche            | Note             | Stil          | Suport muzical                                                             | Rezultat        |
| ------ | ------------------ | ---------------- | ------------- | -------------------------------------------------------------------------- | --------------- |
| 1      | Liviu & Marica     | 32 (08,08, 8, 8) | dans arăbesc  | „Maktub I” — Marcus Viana / „Boshret Kheir” — Hussain Al Jassmi            | Salvați         |
| 2      | Octavian & Oana    | 26 (06,07, 7, 6) | dans tirolez  | „Tiroler Walzer” — Die Tiroler Blasmusikanten                              | Ultimii salvați |
| 3      | Lili & Iulian      | 30 (08,08, 8, 6) | dans hawaiian | „Somewhere Over the Rainbow” — Israel Kamakawiwoʻole / „Aloha ʻoe” (remix) | Salvați         |
| 4      | Joseph & Georgiana | 26 (06,07, 8, 5) | dans evreiesc | „If I Were a Rich Man” — Topol / „Hava naghila”                            | Eliminați       |
| 5      | Antonia & Paolo    | 30 (08,08, 7, 7) | bollywood     | „Ooh La La” — Bappi Lahiri și Shreya Ghoshal                               | Salvați         |
| 6      | Marius & Olesea    | 34 (10,09, 8, 7) | dans rusesc   | „Tatira” / „Back in the U.S.S.R.” — The Beatles / „Kalinka”                | Salvați         |
| 7      | Alex & Ecaterina   | 38 (10,10, 9, 9) | dans african  | „Magalenha” — Sérgio Mendes și Carlinhos Brown                             | Salvați         |
| 8      | Rona & Andrei      | 29 (08,07, 7, 7) | country       | „Cotton Eye Joe” — Rednex                                                  | Salvați         |
| 9      | Anca & Nicolai     | —                | tarantella    | —                                                                          | Pas             |
| 10     | Sandu & Raluca     | 26 (06,06, 8, 6) | dans grecesc  | „O horos tou Zorba” — Mikis Theodorakis                                    | Salvați         |

### Săptămâna 4: amintiri în pași de dans
În acest episod, 8 dintre cele 9 vedete rămase în concurs au prezentat dansuri inspirate de momente ce le-au marcat viețile, împreună cu coregrafii lor. Perechile au dansat cha-cha-cha, dans contemporan, rumba, vals sau tangou.
Sandu Lungu nu a putut dansa, din cauza unei rupturi a bicepsului femural stâng. Conform regulamentului, el poate sări o ediție, calificându-se automat în ediția următoare.
| Ordine | Pereche          | Note            | Stil             | Suport muzical                          | Moment                                          | Rezultat        |
| ------ | ---------------- | --------------- | ---------------- | --------------------------------------- | ----------------------------------------------- | --------------- |
| 1      | Alex & Ecaterina | 28 (7, 8, 7, 6) | cha-cha-cha      | „Jameia” — Antonia                      | îndrăgostirea de Antonia                        | Salvați         |
| 2      | Antonia & Paolo  | 29 (7, 8, 7, 7) | rumba            | „I Belong to You” — Lenny Kravitz       | îndrăgostirea de Alex                           | Ultimii salvați |
| 3      | Anca & Nicolai   | 27 (6, 8, 7, 6) | dans contemporan | „Photograph” — Ed Sheeran               | moartea fostului soț                            | Salvați         |
| 4      | Sandu & Raluca   | —               | —                | —                                       | —                                               | Pas             |
| 5      | Rona & Andrei    | 33 (8, 9, 8, 8) | vals             | „Iris” — Goo Goo Dolls                  | moartea bunicului                               | Salvați         |
| 6      | Lili & Iulian    | 32 (8, 9, 8, 7) | tangou           | „Coming Home” — Diddy feat. Skylar Grey | întoarcerea în țară pentru a fi aproape de mamă | Eliminați       |
| 7      | Marius & Olesea  | 33 (8, 8, 8, 9) | dans contemporan | „My Immortal” — Evanescence             | temerile, încercările de la începutul carierei  | Salvați         |
| 8      | Octavian & Oana  | 25 (6, 7, 7, 5) | tangou           | „Rock You like a Hurricane” — Scorpions | evoluția relației lor                           | Salvați         |
| 9      | Liviu & Marica   | 29 (7, 8, 7, 7) | dans contemporan | „Fix You” — Coldplay                    | vestea că unchiul lui suferă de cancer pulmonar | Salvați         |

### Săptămâna 5: seara duelurilor
Cele 8 perechi rămase în concurs au fost asociate în 4 dueluri. Câștigătorii duelurilor au obținut imunitate pentru această săptămână, în urma votului juriului. Celelalte 4 perechi, aflate în pericol de eliminare, au mai prezentat încă un dans. Perechile au dansat cha-cha-cha, charleston, rock 'n' roll, salsa, samba sau tangou argentinian.
Rona Hartner s-a retras din competiție, din cauza unei rupturi de menisc. Din această ediție, a fost înlocuită de Roxana Ionescu, care a dansat cu Andrei Mangra, același coregraf pe care l-a avut Hartner.
| Runda 1 | Runda 1          | Runda 1         | Runda 1            | Runda 1                                                                                            | Runda 1         |
| Duel    | Pereche          | Note            | Stil               | Suport muzical                                                                                     | Rezultat        |
| ------- | ---------------- | --------------- | ------------------ | -------------------------------------------------------------------------------------------------- | --------------- |
| 1       | Alex & Ecaterina | 29 (7, 7, 8, 7) | rock 'n' roll      | „Jailhouse Rock” — Elvis Presley                                                                   | Imunitate       |
| 1       | Octavian & Oana  | 21 (4, 5, 7, 5) | rock 'n' roll      | „S-o facem lată” — Ștefan Bănică jr.                                                               | Pericol         |
| 2       | Sandu & Raluca   | 23 (5, 6, 7, 5) | charleston         | „Yes Sir, That's My Baby” — Frank Sinatra                                                          | Pericol         |
| 2       | Anca & Nicolai   | 26 (6, 7, 7, 6) | charleston         | „Nowadays” / „Hot Honey Rag” / „All That Jazz” — Renée Zellweger, Taye Diggs, Catherine Zeta-Jones | Imunitate       |
| 3       | Roxana & Andrei  | 31 (7, 8, 8, 8) | samba              | „Ego” — Willy William                                                                              | Pericol         |
| 3       | Antonia & Paolo  | 32 (8, 8, 8, 8) | samba              | „Hip Hip Chin Chin” — Club Des Belugas                                                             | Imunitate       |
| 4       | Liviu & Marica   | 31 (7, 8, 8, 8) | cha-cha-cha        | „SexyBack” — Justin Timberlake feat. Timbaland                                                     | Pericol         |
| 4       | Marius & Olesea  | 33 (9, 9, 8, 7) | cha-cha-cha        | „Domino” — Jessie J                                                                                | Imunitate       |
| Runda 2 |                  |                 |                    | |                 |
| Ordine  | Pereche          | Note            | Stil               | Suport muzical                                                                                     | Rezultat        |
| 1       | Octavian & Oana  | 24 (5, 7, 7, 5) | salsa              | „Fireball” — Pitbull feat. John Ryan                                                               | Eliminați       |
| 2       | Sandu & Raluca   | 27 (6, 7, 8, 6) | salsa              | „La vida es un carnaval” — Celia Cruz                                                              | Ultimii salvați |
| 3       | Roxana & Andrei  | 31 (8, 8, 8, 7) | salsa              | „Conga” — Miami Sound Machine                                                                      | Salvați         |
| 4       | Liviu & Marica   | 33 (8, 9, 9, 7) | tangou argentinian | „Pillowtalk” — Zayn                                                                                | Salvați         |

### Săptămâna 6: seara legendelor
Perechile rămase în concurs au prezentat coregrafii-tribut destinate unor artiști celebri, precum Michael Jackson, Prince, Queen, Whitney Houston, John Lennon, Elvis Presley și U2. Ultimele două echipe în clasamentul combinat al juriului și al publicului au ajuns la duel, repetându-și dansurile din acest episod, iar la final, juriul a decis perechea care a rămas în competiție. Bianca Drăgușanu și Victor Slav au fost invitații speciali ai serii, dansând un vals despre povestea lor de dragoste, pe piesa „Love on the Brain” (Rihanna), pe o coregrafie de Andra „Cocuța” Gheorghe și Bogdan Boantă. Stilurile de dans ale ediției au fost jive, rumba, slowfox și tangou.
| Runda 1 | Runda 1          | Runda 1         | Runda 1 | Runda 1                                    | Runda 1         |
| Ordine  | Pereche          | Note            | Stil    | Suport muzical                             | Rezultat        |
| ------- | ---------------- | --------------- | ------- | ------------------------------------------ | --------------- |
| 1       | Antonia & Paolo  | 28 (7,07, 7, 7) | slowfox | „Beautiful Day” — U2                       | Pericol         |
| 2       | Roxana & Andrei  | 29 (7,08, 7, 7) | jive    | „Blue Suede Shoes” — Elvis Presley         | Pericol         |
| 3       | Liviu & Marica   | 30 (7,09, 7, 7) | rumba   | „I Will Always Love You” — Whitney Houston | Imunitate       |
| 4       | Marius & Olesea  | 31 (9,09, 8, 5) | jive    | „Don't Stop Me Now” — Queen                | Imunitate       |
| 5       | Anca & Nicolai   | 26 (5,08, 7, 6) | tangou  | „Cream” — Prince                           | Imunitate       |
| 6       | Sandu & Raluca   | 27 (7,07, 7, 6) | rumba   | „Imagine” — John Lennon                    | Imunitate       |
| 7       | Alex & Ecaterina | 36 (9,10, 9, 8) | tangou  | „Dirty Diana” — Michael Jackson            | Imunitate       |
| Duel    |                  |                 |         |                                            |                 |
| Ordine  | Pereche          | Voturi*         | Stil    | Suport muzical                             | Rezultat        |
| 1       | Roxana & Andrei  | 0 (0,00, 0, 0)  | jive    | „Blue Suede Shoes” — Elvis Presley         | Eliminați       |
| 2       | Antonia & Paolo  | 4 (1,01, 1, 1)  | slowfox | „Beautiful Day” — U2                       | Ultimii salvați |

* Voturi pentru păstrarea în competiție. În caz de egalitate, departajarea ar fi fost făcută de Mihai Petre.

### Săptămâna 7: seara românească
În prima rundă, perechile au fost asociate două câte două și au prezentat împreună dansuri tradiționale românești. Pentru cea de-a doua rundă, perechile au pregătit stiluri de dans sportiv, pe piese fie în română, fie legate de România. Concurenții au dansat dans moldovenesc, dans oltenesc, dans transilvănean, dans țigănesc, disco, quickstep sau salsa.
| Runda 1 | Runda 1                          | Runda 1          | Runda 1            | Runda 1                                                                          | Runda 1                                                                          |
| Ordine  | Perechi                          | Note             | Stil               | Suport muzical                                                                   | Suport muzical                                                                   |
| ------- | -------------------------------- | ---------------- | ------------------ | -------------------------------------------------------------------------------- | -------------------------------------------------------------------------------- |
| 1       | Alex & Ecaterina Marius & Olesea | 36 (10,09, 9, 8) | dans moldovenesc   | „Țărănească roată, roată” — Alexandru Brădățan                                   | „Țărănească roată, roată” — Alexandru Brădățan                                   |
| 2       | Antonia & Paolo Anca & Nicolai   | 31 (08,08, 8, 7) | dans transilvănean | „Fată mândră ardeleancă” — Maria Sântean Faghiura și Teodor Sântean              | „Fată mândră ardeleancă” — Maria Sântean Faghiura și Teodor Sântean              |
| 3       | Sandu & Raluca Liviu & Marica    | 28 (06,08, 7, 7) | dans oltenesc      | „Hai măi nană” — Olguța Berbec / „Să mor, să mor de bătrân” — Constantin Enceanu | „Hai măi nană” — Olguța Berbec / „Să mor, să mor de bătrân” — Constantin Enceanu |
| Runda 2 |                                  |                  |                    |                                                                                  |                                                                                  |
| Ordine  | Pereche                          | Note             | Stil               | Suport muzical                                                                   | Rezultat                                                                         |
| 1       | Alex & Ecaterina                 | 37 (09,10, 9, 9) | dans țigănesc      | „Kibori” — Mahal Raï Banda                                                       | Salvați                                                                          |
| 2       | Antonia & Paolo                  | 32 (07,09, 8, 8) | quickstep          | „Yamasha” — Alex Velea                                                           | Eliminați                                                                        |
| 3       | Marius & Olesea                  | 33 (10,08, 8, 7) | salsa              | „Ani de liceu” — Stela Enache                                                    | Salvați                                                                          |
| 4       | Sandu & Raluca                   | 27 (06,07, 8, 6) | disco              | „Dragostea din tei” — O-Zone                                                     | Ultimii salvați                                                                  |
| 5       | Liviu & Marica                   | 33 (09,09, 8, 7) | quickstep          | „Uite-așa aș vrea să mor” — Mihai Mărgineanu                                     | Salvați                                                                          |
| 6       | Anca & Nicolai                   | 32 (08,09, 8, 7) | salsa              | „Oficial îmi merge bine” — Simplu                                                | Salvați                                                                          |

### Săptămâna 8: lunea nebună
În prima rundă, perechile au dansat, simultan, rock 'n' roll. În timpul dansului, juriul a eliminat de pe ring, pe rând, câte o echipă. În funcție de cât de departe au ajuns în această rundă, perechile au primit câte un singur set de puncte, de la 1 la 5.
În a doua rundă, perechile au dansat cabaret, hip hop sau reggaeton. Dansurile din runda 2 și cele din runda 3 au fost prezentate alternativ.
În a treia rundă, perechile au reinterpretat o coregrafie prezentată de o altă echipă în episoadele precedente.
| Runda 1 | Runda 1          | Runda 1          | Runda 1       | Runda 1 | Runda 1                                            |
| Loc     | Pereche          | Puncte           | Stil          | Suport muzical                                                                                                  | Suport muzical                                     |
| ------- | ---------------- | ---------------- | ------------- | --- | -------------------------------------------------- |
| 1       | Liviu & Marica   | 5                | rock 'n' roll | „Swing the Mood” — Jive Bunny and the Mastermixers                                                              | „Swing the Mood” — Jive Bunny and the Mastermixers |
| 2       | Marius & Olesea  | 4                | rock 'n' roll | „Swing the Mood” — Jive Bunny and the Mastermixers                                                              | „Swing the Mood” — Jive Bunny and the Mastermixers |
| 3       | Alex & Ecaterina | 3                | rock 'n' roll | „Swing the Mood” — Jive Bunny and the Mastermixers                                                              | „Swing the Mood” — Jive Bunny and the Mastermixers |
| 4       | Anca & Nicolai   | 2                | rock 'n' roll | „Swing the Mood” — Jive Bunny and the Mastermixers                                                              | „Swing the Mood” — Jive Bunny and the Mastermixers |
| 5       | Sandu & Raluca   | 1                | rock 'n' roll | „Swing the Mood” — Jive Bunny and the Mastermixers                                                              | „Swing the Mood” — Jive Bunny and the Mastermixers |
| Runda 2 |                  |                  |               | |                                                    |
| Ordine  | Pereche          | Note             | Stil          | Suport muzical                                                                                                  | Rezultat                                           |
| 1       | Sandu & Raluca   | 26 (05,08, 7, 6) | hip hop       | „Ultimul cuvânt” — Puya                                                                                         | Salvați                                            |
| 2       | Liviu & Marica   | 35 (09,10, 9, 7) | reggaeton     | „Tranquila” — J Balvin                                                                                          | Salvați                                            |
| 3       | Anca & Nicolai   | 29 (07,08, 8, 6) | cabaret       | „Cell Block Tango” — Catherine Zeta-Jones, Susan Misner, Denise Faye, Deidre Goodwin, Ekaterina Șcelkanova, Mýa | Eliminați                                          |
| 4       | Alex & Ecaterina | 38 (10,10, 9, 9) | reggaeton     | „Watch Out for This (Bumaye)” — Major Lazer feat. Busy Signal, The Flexican, FS Green                           | Salvați                                            |
| 5       | Marius & Olesea  | 34 (09,09, 9, 7) | hip hop       | „Hey Mama” — David Guetta feat. Nicki Minaj, Bebe Rexha, Afrojack                                               | Ultimii salvați                                    |
| Runda 3 |                  |                  |               | |                                                    |
| Ordine  | Pereche          | Note             | Stil          | Suport muzical                                                                                                  | Pereche originală                                  |
| 1       | Alex & Ecaterina | 33 (08,09, 8, 8) | disco         | „September” — Earth, Wind & Fire                                                                                | Marius & Olesea                                    |
| 2       | Marius & Olesea  | 36 (10,10, 9, 7) | slowfox       | „Skyfall” — Adele                                                                                               | Liviu & Marica                                     |
| 3       | Sandu & Raluca   | 26 (06,06, 8, 6) | charleston    | „Nowadays” / „Hot Honey Rag” / „All That Jazz” — Renée Zellweger, Taye Diggs, Catherine Zeta-Jones              | Anca & Nicolai                                     |
| 4       | Liviu & Marica   | 34 (09,09, 9, 7) | tangou        | „Dirty Diana” — Michael Jackson                                                                                 | Alex & Ecaterina                                   |
| 5       | Anca & Nicolai   | 31 (08,08, 8, 7) | vals vienez   | „In the Arms of an Angel” — Sarah McLachlan                                                                     | Sandu & Raluca                                     |

### Săptămâna 9: semifinala
Prima probă a constat într-un dans cu unul dintre jurați. Juratul a regizat dansul și nu l-a notat. Stilurile de dans ale probei au fost jazz, paso doble, tangou și vals.
În a doua probă, perechile au parodiat diferite personaje.
| Runda 1 | Runda 1          | Runda 1          | Runda 1    | Runda 1 | Runda 1          |
| Ordine  | Pereche          | Note             | Stil       | Suport muzical | Jurat            |
| ------- | ---------------- | ---------------- | ---------- | --- | ---------------- |
| 1       | Alex & Ecaterina | 28 (10,09,09,0‒) | paso doble | „Malagueña” — Connie Francis | Mihai Petre      |
| 2       | Sandu & Raluca   | 25 (08,09,0‒,08) | tangou     | „Por una cabeza” — Carlos Gardel | Florin Călinescu |
| 3       | Liviu & Marica   | 28 (10,0‒,09,09) | vals       | „Say You Love Me” — Jessie Ware | Andreea Marin    |
| 4       | Marius & Olesea  | 30 (0‒,10,10,10) | jazz       | „Copiii care se iubesc” — Jacques Prévert / „La vie en rose” — Louis Armstrong                                                                       | Gigi Căciuleanu  |
| Runda 2 |                  |                  |            | |                  |
| Ordine  | Pereche          | Note             | Stil       | Suport muzical | Rezultat         |
| 1       | Liviu & Marica   | 29 (06,08,08,07) | parodie    | „Chandelier” — Sia | Salvați          |
| 2       | Marius & Olesea  | 37 (10,10,09,08) | parodie    | „Wannabe” — Spice Girls | Salvați          |
| 3       | Alex & Ecaterina | 37 (09,10,09,09) | parodie    | Lacul lebedelor, op. 20 — Piotr Ilici Ceaikovski | Ultimii salvați  |
| 4       | Sandu & Raluca   | 26 (05,07,08,06) | parodie    | „The Lazy Song” — Bruno Mars / „Holding Out for a Hero” — Bonnie Tyler / „Don't Cha” — Pussycat Dolls feat. Busta Rhymes / „Hero” — Enrique Iglesias | Eliminați        |

### Săptămâna 10: finala
Cele trei echipe finaliste au pregătit câte două dansuri fiecare: un musical și un fusion între două stiluri. Juriul nu a mai acordat note; decizia a aparținut exclusiv publicului. Marius Manole și Olesea Nespeac-Micula au fost desemnați câștigători ai sezonului.
| Musical | Musical          | Musical                    | Musical | Musical |
| Ordine  | Pereche          | Musical                    | Suport muzical | Suport muzical |
| ------- | ---------------- | -------------------------- | --- | --- |
| 1       | Marius & Olesea  | Cocoșatul de la Notre-Dame | „Le temps des cathédrales” — Bruno Pelletier / „Bohémienne” — Hélène Ségara / „La fête des fous” — Bruno Pelletier / „Belle” — Patrick Fiori / „Condamnés” — Luck Mervil                               | „Le temps des cathédrales” — Bruno Pelletier / „Bohémienne” — Hélène Ségara / „La fête des fous” — Bruno Pelletier / „Belle” — Patrick Fiori / „Condamnés” — Luck Mervil                               |
| 2       | Liviu & Marica   | Familia Addams             | „Addams Family Theme” — Orchestra / „Oveture” — Orchestra / „When You're an Addams” — Company / „Morticia” — Nathan Lane, Male Ancestors / „Tango de amor” — Orchestra / „Full Disclosure” — Orchestra | „Addams Family Theme” — Orchestra / „Oveture” — Orchestra / „When You're an Addams” — Company / „Morticia” — Nathan Lane, Male Ancestors / „Tango de amor” — Orchestra / „Full Disclosure” — Orchestra |
| 3       | Alex & Ecaterina | Aladdin                    | „Arabian Nights” — James Monroe Iglehart / „One Jump Ahead” — Adam Jacobs / „A Whole New World” — Adam Jacobs, Courtney Reed / „Friend Like Me” — James Monroe Iglehart, Adam Jacobs                   | „Arabian Nights” — James Monroe Iglehart / „One Jump Ahead” — Adam Jacobs / „A Whole New World” — Adam Jacobs, Courtney Reed / „Friend Like Me” — James Monroe Iglehart, Adam Jacobs                   |
| Fusion  |                  |                            | | |
| Ordine  | Pereche          | Stiluri                    | Suport muzical | Rezultat |
| 1       | Alex & Ecaterina | rumba/vals                 | „Je suis malade” — Lara Fabian | Locul 2 |
| 2       | Marius & Olesea  | tango/paso doble           | „Smells Like Teen Spirit” — Nirvana | Câștigători |
| 3       | Liviu & Marica   | slowfox/cha-cha-cha        | „Story of My Life” — One Direction | Locul 2 |

## Tabelul dansurilor
| Marius & Olesea    | tangou argentinian | disco      | dans rusesc   | dans contemporan | cha-cha-cha (vs. Liviu & Marica)     | imunitate          | jive    | imunitate                     | dans moldovenesc (cu Alex & Ecaterina)  | salsa         | rock 'n' roll (cu celelalte perechi) | hip hop   | slowfox (după Liviu & Marica)     | jazz (cu Gigi Căciuleanu)    | parodie | musical | tango/ paso doble    |  |
| Alex & Ecaterina   | jive               | quickstep  | dans african  | cha-cha-cha      | rock 'n' roll (vs. Octavian & Oana)  | imunitate          | tangou  | imunitate                     | dans moldovenesc (cu Marius & Olesea)   | dans țigănesc | rock 'n' roll (cu celelalte perechi) | reggaeton | disco (după Marius & Olesea)      | paso doble (cu Mihai Petre)  | parodie | musical | rumba/ vals          |  |
| Liviu & Marica     | jive               | slowfox    | dans arăbesc  | dans contemporan | cha-cha-cha (vs. Marius & Olesea)    | tangou argentinian | rumba   | imunitate                     | dans oltenesc (cu Sandu & Raluca)       | quickstep     | rock 'n' roll (cu celelalte perechi) | reggaeton | tangou (după Alex & Ecaterina)    | vals (cu Andreea Marin)      | parodie | musical | slowfox/ cha-cha-cha |  |
| Sandu & Raluca     | vals vienez        | paso doble | dans grecesc  | —                | charleston (vs. Anca & Nicolai)      | salsa              | rumba   | imunitate                     | dans oltenesc (cu Liviu & Marica)       | disco         | rock 'n' roll (cu celelalte perechi) | hip hop   | charleston (după Anca & Nicolai)  | tangou (cu Florin Călinescu) | parodie |         |                      |  |
| Anca & Nicolai     | vals vienez        | disco      | tarantella    | dans contemporan | charleston (vs. Sandu & Raluca)      | imunitate          | tangou  | imunitate                     | dans transilvănean (cu Antonia & Paolo) | salsa         | rock 'n' roll (cu celelalte perechi) | cabaret   | vals vienez (după Sandu & Raluca) |                              |         |         |                      |  |
| Antonia & Paolo    | vals vienez        | salsa      | bollywood     | rumba            | samba (vs. Roxana & Andrei)          | imunitate          | slowfox | slowfox (vs. Roxana & Andrei) | dans transilvănean (cu Anca & Nicolai)  | quickstep     |                                      |           |                                   |                              |         |         |                      |  |
| Roxana & Andrei    |                    |            |               |                  | samba (vs. Antonia & Paolo)          | salsa              | jive    | jive (vs. Antonia & Paolo)    |                                         |               |                                      |           |                                   |                              |         |         |                      |  |
| Octavian & Oana    | jazz               | quickstep  | dans tirolez  | tangou           | rock 'n' roll (vs. Alex & Ecaterina) | salsa              |         |                               |                                         |               |                                      |           |                                   |                              |         |         |                      |  |
| Rona & Andrei      | tangou argentinian | paso doble | country       | vals             |                                      |                    |         |                               |                                         |               |                                      |           |                                   |                              |         |         |                      |  |
| Lili & Iulian      | cha-cha-cha        | slowfox    | dans hawaiian | tangou           |                                      |                    |         |                               |                                         |               |                                      |           |                                   |                              |         |         |                      |  |
| Joseph & Georgiana | tangou argentinian | disco      | dans evreiesc |                  |                                      |                    |         |                               |                                         |               |                                      |           |                                   |                              |         |         |                      |  |
| Oana & Daniel      | cha-cha-cha        | disco      |               |                  |                                      |                    |         |                               |                                         |               |                                      |           |                                   |                              |         |         |                      |  |
| Dana & Emil        | jazz               | —          |               |                  |                                      |                    |         |                               |                                         |               |                                      |           |                                   |                              |         |         |                      |  |

     Cel mai bine punctat dans
     Cel mai slab punctat dans
     Dans neprezentat
     Dans prezentat, dar nepunctat

## Audiențe
| Ep. | Data difuzării  | Poziție în grilă (EET / EEST) | Segment de public | Segment de public | Segment de public | Segment de public | Segment de public | Segment de public | Segment de public | Segment de public | Segment de public     | Segment de public     | Segment de public     | Segment de public     | Surse         |
| Ep. | Data difuzării  | Poziție în grilă (EET / EEST) | Național          | Național          | Național          | Național          | Urban             | Urban             | Urban             | Urban             | Comercial (18–49 ani) | Comercial (18–49 ani) | Comercial (18–49 ani) | Comercial (18–49 ani) | Surse         |
| Ep. | Data difuzării  | Poziție în grilă (EET / EEST) | Loc               | Medie (mii)       | Rating (%)        | Cotă (%)          | Loc               | Medie (mii)       | Rating (%)        | Cotă (%)          | Loc                   | Medie (mii)           | Rating (%)            | Cotă (%)              | Surse         |
| --- | --------------- | ----------------------------- | ----------------- | ----------------- | ----------------- | ----------------- | ----------------- | ----------------- | ----------------- | ----------------- | --------------------- | --------------------- | --------------------- | --------------------- | ------------- |
| 1   | 6 martie 2017   | Luni, 20:30                   | 1                 | 1 749             | 9,7               | 22,9              | 1                 | 1 017             | 10,4              | 23,8              | 1                     | 469                   | 10,4                  | 28,6                  | [ 39 ] [ 13 ] |
| 2   | 13 martie 2017  | Luni, 20:30                   | 1                 | 1 483             | 8,3               | 17,9              | 1                 | 0 832             | 08,5              | 17,8              | 2                     | 408                   | 09,1                  | 21,6                  | [ 40 ]        |
| 3   | 20 martie 2017  | Luni, 20:30                   | 2                 | 1 481             | 8,2               | 18,0              | 1                 | 0 854             | 08,8              | 19,1              | 2                     | 376                   | 08,3                  | 20,9                  | [ 41 ]        |
| 4   | 27 martie 2017  | Luni, 20:30                   | 1                 | 1 461             | 8,1               | 16,6              | 2                 | 0 756             | 07,8              | 16,3              | 2                     | 352                   | 07,8                  | 19,6                  | [ 42 ]        |
| 5   | 3 aprilie 2017  | Luni, 20:30                   | 3                 | 1 240             | 6,9               | 15,2              | 3                 | 0 649             | 06,7              | 14,6              | 2                     | 303                   | 06,7                  | 17,7                  | [ 43 ]        |
| 6   | 10 aprilie 2017 | Luni, 20:30                   | 3                 | 1 079             | 6,0               | 14,1              | 3                 | 0 617             | 06,3              | 14,5              | 2                     | 238                   | 05,3                  | 14,5                  | [ 44 ]        |
| 7   | 17 aprilie 2017 | Luni, 20:30                   | 2                 | 1 356             | 7,6               | 14,7              | 3                 | 0 717             | 07,4              | 14,6              | 2                     | 350                   | 07,7                  | 17,7                  | [ 45 ]        |
| 8   | 24 aprilie 2017 | Luni, 20:30                   | 3                 | 1 196             | 6,7               | 14,5              | 3                 | 0 617             | 06,3              | 13,7              | 2                     | 293                   | 06,5                  | 15,9                  | [ 46 ]        |
| 9   | 1 mai 2017      | Luni, 20:30                   | 3                 | 0 954             | 5,3               | 11,4              | 4                 | 0 459             | 04,7              | 10,2              | 4                     | 182                   | 04,0                  | 10,0                  | [ 47 ]        |
| 10  | 8 mai 2017      | Luni, 20:30                   | 2                 | 1 239             | 6,9               | 14,3              | 2                 | 0 696             | 07,2              | 14,7              | 2                     | 302                   | 06,7                  | 16,8                  | [ 48 ]        |